# Commelina beccariana
Commelina beccariana är en himmelsblomsväxtart som beskrevs av Ugolino Martelli. Commelina beccariana ingår i släktet himmelsblommor, och familjen himmelsblomsväxter.
Artens utbredningsområde är Etiopien. Inga underarter finns listade.